# Rabodeau
Rabodeau – rzeka we Francji, przepływająca przez teren departamentu Wogezy, o długości 25,7 km. Stanowi dopływ rzeki Meurthe.